# Opinione pubblica sul matrimonio tra persone dello stesso sesso negli Stati Uniti d'America

Opinione pubblica sul matrimonio tra persone dello stesso sesso negli Stati Uniti d'America per Stato/distretto/territorio:
Maggioranza favorevole tra l'80 e l'85%
Maggioranza favorevole tra il 70 e il 79%
Maggioranza favorevole tra il 60 e il 69%
Maggioranza favorevole tra il 50 e il 59%
Supporto relativo de 49%

     Maggioranza favorevole tra l'80 e l'85%
     Maggioranza favorevole tra il 70 e il 79%
     Maggioranza favorevole tra il 60 e il 69%
     Maggioranza favorevole tra il 50 e il 59%
     Supporto relativo de 49%
L'opinione pubblica sul matrimonio tra persone dello stesso sesso negli Stati Uniti d'America si è spostata rapidamente da quando i sondaggi inerenti alla questione hanno cominciato ad essere svolti su base occasionale a partire dagli anni 1980 e in maniera più regolarmente nei successivi anni 1990, con il sostegno verso di esso in costante aumento; mentre l'opposizione è continuamente calata.
Il supporto a livello nazionale è salito oltre il 50% per la prima volta nel 2011 e da allora non è mai più ritornato al di sotto di tale soglia; è quindi salito fino al 60% nel 2015 per mantenersi poi sempre oltre questa percentuale. Il sostegno continua a salire mentre l'opposizione continua a diminuire ogni anno, trainata in gran parte da un significativo divario generazionale nello schieramento a favore.
Dal 1988 al 2009 è aumentato tra l'1% e l'1,5% all'anno, ma da allora in poi il sostegno ha cominciato a salire ad un ritmo accelerato.
A partire dal 2016 l'83% degli americani tra i 18 e i 29 anni sostiene il matrimonio omosessuale.
A partire dal 2017 vi è il sostegno della maggioranza assoluta dei cittadini in 44 degli Stati federati, una maggioranza relativa in quattro stati, l'opposizione relativa in uno stato e l'opposizione assoluta in un altro.

## Panoramica
L'opinione pubblica sul matrimonio tra persone dello stesso sesso negli Stati Uniti d'America è cambiata radicalmente da quando i sondaggisti chiesero per la prima volta agli americani la loro opinione nel 1988. La questione non è stata sollevata a livello di dibattito pubblico almeno fino agli anni 1950 e non costituiva un problema politico fino agli anni 1970 inoltrati. Secondo Nate Silver, dal 1988 ad aprile 2009, il sostegno è aumentato tra l'1% e l'1,5% all'anno e di circa il 4% dall'aprile 2009 ad agosto 2010.
Un sondaggio del Pew Research Center, condotto dal 21 al 25 maggio del 2008 ha rilevato che, per la prima volta, la maggioranza degli americani non si opponeva al matrimonio omosessuale (al 49%). Un sondaggio ABC News/The Washington Post, stilato dal 21 al 24 aprile del 2009 ha constatato che, per la prima volta, una pluralità di americani lo sosteneva (al 49%) ritenendo che i singoli Stati federati che non lo avevano ancora legalizzato avessero il dovere di riconoscerlo.
Un sondaggio della CNN/Opinion Research, condotto dal 6 al 10 agosto del 2010, ha rilevato che, per la prima volta, la maggioranza degli americani sosteneva il matrimonio tra persone dello stesso sesso al 52%. Successivamente il Greenberg Quinlan Rosner Research (25-31 gennaio del 2015), ha scoperto che, per la prima volta, almeno il 60% dei cittadini sosteneva il matrimonio tra persone dello stesso sesso.
Il sondaggio continuo da parte di Gallup nel corso di oltre due decenni ha dimostrato che il sostegno è cresciuto rapidamente, mentre l'opposizione è contemporaneamente crollata. Nel 1996 il 68% degli americani si opponeva, mentre solo il 27% lo sosteneva. Nel 2018 il 67% lo sosteneva, mentre solo il 31% rimaneva contrario.

## Sondaggi nazionali

### Dal 2015
A maggio del 2016 il sondaggio Gallup ha rilevato che il 61% degli americani sosteneva il matrimonio tra persone dello stesso sesso, il 37% era contrario mentre il 2% non aveva un'opinione precisa in merito.
Un sondaggio di Gallup del maggio 2017 ha rilevato che il 64% degli americani sosteneva il matrimonio omosessuale, il 34% si dichiarava contrario e il 2% non aveva un'opinione. Questa ricerca ha segnato la prima volta in cui - secondo Gallup - la maggioranza dei protestanti sosteneva il matrimonio tra persone dello stesso sesso.
Un sondaggio del Pew Research Center datato giugno del 2017 ha mostrato che il 62% degli intervistati era a favore, il 32% contrario e il 6% non si esprimeva. Questa ricerca ha segnato la prima volta in cui - secondo il Pew - la maggioranza dei Baby boomer sosteneva il matrimonio omosessuale, inoltre la maggioranza dei Repubblicani e di chi si autodefiniva come indipendente filo-Repubblicano non si opponeva più.
Un sondaggio dell'NBC in associazione con The Wall Street Journal di agosto del 2017 ha rilevato che il 60% sosteneva il matrimonio tra persone dello stesso sesso, il 33% era contrario ed infine il 7% non aveva un'opinione.
Un sondaggio su scala nazionale e Stato-per-Stato condotto da Public Religion Research Institute nel corso del 2017 ha rilevato che il 61% di cittadini era a favore, il 30% contrario e il 9% non esprimeva alcun giudizio, con il sostegno della maggioranza per il matrimonio omosessuale in 44 Stati, una pluralità favorevole in 4 stati, una pluralità di opposizione in 1 stato e una maggioranza di opposizione in 1 stato.
Un sondaggio dell'NBC News di aprile del 2018 ha mostrato che il 64% sosteneva il matrimonio, il 33% era contrario e il 3% non aveva un'opinione; è stato segnalato come degno di nota in quanto ha rilevato che il 55% dei meridionali sosteneva il matrimonio omosessuale, il che rappresentava un cambiamento storico per una regione precedentemente fortemente contraria.
Un sondaggio Gallup di maggio del 2018 ha rilevato che il 67% degli americani sosteneva il matrimonio tra persone dello stesso sesso, il 31% era contrario e il 2% non aveva alcuna opinione.

### Differenze demografiche

#### Per classe d'età
| Data               | Età   | Favorevoli | Contrari | Non sa / Non risponde | Margine di errore | Campione | Condotto da                    | Tipo d'intervista                |
| ------------------ | ----- | ---------- | -------- | --------------------- | ----------------- | -------- | ------------------------------ | -------------------------------- |
| 8 - 18 giugno 2017 | 18-29 | 79%        | 19%      | 2%                    |                   | 351      | Pew Research Center            | Telefoniche fisse o da cellulare |
| 5 - 9 agosto 2017  | 18-34 | 75%        |          |                       | 2,82%             | 360      | NBC News / Wall Street Journal | Dal vivo e telefoniche           |
| 8 - 18 giugno 2017 | 18-48 | 72%        | 24%      | 4%                    |                   | 1.106    | Pew Research Center            | Telefoniche fisse o da cellulare |
| 8 - 18 giugno 2017 | 30-49 | 67%        | 28%      | 5%                    |                   | 665      | Pew Research Center            | Telefoniche fisse o da cellulare |
| 5 - 9 agosto 2017  | 35-49 | 60%        |          |                       | 2,82%             | 300      | NBC News / Wall Street Journal | Dal vivo e telefoniche           |
| 5 - 9 agosto 2017  | 50-64 | 55%        |          |                       | 2,82%             | 336      | NBC News / Wall Street Journal | Dal vivo e telefoniche           |
| 8 - 18 giugno 2017 | 50-64 | 56%        | 38%      | 6%                    |                   | 778      | Pew Research Center            | Telefoniche fisse o da cellulare |
| 8 - 18 giugno 2017 | 50+   | 52%        | 41%      | 7%                    |                   | 1.452    | Pew Research Center            | Telefoniche fisse o da cellulare |
| 5 - 9 agosto 2017  | 65+   | 42%        |          |                       | 2,82%             | 204      | NBC News / Wall Street Journal | Dal vivo o telefoniche           |
| 8 - 18 giugno 2017 | 65+   | 46%        | 45%      | 9%                    |                   | 674      | Pew Research Center            | Telefoniche fisse o da cellulare |

#### Per titolo di studio
| Data               | Istruzione                                           | Favorevoli | Contrari | Non sa / Non risponde | Margine di errore | Campione | Condotto da                    | Tipo d'intervista                |
| ------------------ | ---------------------------------------------------- | ---------- | -------- | --------------------- | ----------------- | -------- | ------------------------------ | -------------------------------- |
| 8 - 18 giugno 2017 | Bachelor's degree                                    | 72%        | 23%      | 6%                    |                   | 719      | Pew Research Center            | Telefoniche fisse o da cellulare |
| 8 - 18 giugno 2017 | Baccalaureato di College +                           | 75%        | 21%      | 5%                    | 1.199             |          | Pew Research Center            | Telefoniche fisse o da cellulare |
| 5 - 9 agosto 2017  | College Graduates                                    | 68%        |          |                       | 2,82%             | 468      | NBC News / Wall Street Journal | Dal vivo o telefoniche           |
| 5 - 9 agosto 2017  | Diploma d'istruzione secondaria (High School) o meno | 48%        | 372      |                       | 2,82%             |          | NBC News / Wall Street Journal | Dal vivo o telefoniche           |
| 8 - 18 giugno 2017 | Istruzione secondaria (HS) o meno                    | 53%        | 41%      | 6%                    |                   | 634      | Pew Research Center            | Telefoniche fisse o da cellulare |
| 8 - 18 giugno 2017 | Non-college                                          | 57%        | 37%      | 6%                    | 1.295             |          | Pew Research Center            | Telefoniche fisse o da cellulare |
| 8 - 18 giugno 2017 | Postgraduates                                        | 79%        | 17%      | 3%                    | 480               |          | Pew Research Center            | Telefoniche fisse o da cellulare |
| 5 - 9 agosto 2017  | Postgraduates                                        | 72%        |          |                       | 2,82%             | 168      | NBC News / Wall Street Journal | Dal vivo o telefoniche           |
| 5 - 9 agosto 2017  | Some College                                         | 61%        | 192      |                       | 2,82%             |          | NBC News / Wall Street Journal | Dal vivo o telefoniche           |
| 8 - 18 giugno 2017 | Some college                                         | 62%        | 32%      | 6%                    |                   | 661      | Pew Research Center            | Telefoniche fisse o da cellulare |

#### Per appartenenza etnica
| Data               | Etnia                | Favorevoli | Contrari | Non sa / Non risponde | Margine di errore | Campione | Condotto da                    | Tipo d'intervista                |
| ------------------ | -------------------- | ---------- | -------- | --------------------- | ----------------- | -------- | ------------------------------ | -------------------------------- |
| 8 - 18 giugno 2017 | Afroamericani        | 51%        | 41%      | 7%                    | 7,3%              | 241      | Pew Research Center            | Telefoniche fisse o da cellulare |
| 5 - 9 agosto 2017  | Afroamericani        | 51%        |          |                       | 2,82%             | 144      | NBC News / Wall Street Journal | Dal vivo o telefoniche           |
| 5 - 9 agosto 2017  | Ispanici             | 66%        | 840      |                       | 2,82%             |          | NBC News / Wall Street Journal | Dal vivo o telefoniche           |
| 8 - 18 giugno 2017 | Ispanici             | 60%        | 36%      | 5%                    | 6,5%              | 297      | Pew Research Center            | Telefoniche fisse o da cellulare |
| 5 - 9 agosto 2017  | Totale "Non-Bianchi" | 60%        |          |                       | 2,82%             | 312      | NBC News / Wall Street Journal | Dal vivo o telefoniche           |
| 5 - 9 agosto 2017  | Bianchi americani    | 60%        | 888      |                       | 2,82%             |          | NBC News / Wall Street Journal | Dal vivo o telefoniche           |
| 8 - 18 giugno 2017 | Bianchi              | 64%        | 31%      | 5%                    | 2,7%              | 1.737    | Pew Research Center            | Telefoniche fisse o da cellulare |

#### Per genere
| Data               | Genere | Favorevoli | Contrari | Non sa / Non risponde | Margine di errore | Campione | Condotto da                    | Tipo d'intervista                |
| ------------------ | ------ | ---------- | -------- | --------------------- | ----------------- | -------- | ------------------------------ | -------------------------------- |
| 5 - 9 agosto 2017  | Uomo   | 61%        |          |                       | 2,82%             | 576      | NBC News / Wall Street Journal | Dal vivo o telefoniche           |
| 8 - 18 giugno 2017 | Uomo   | 60%        | 34%      | 6%                    |                   | 1.355    | Pew Research Center            | Telefoniche fisse o da cellulare |
| 5 - 9 agosto 2017  | Donna  | 59%        |          |                       | 2,82%             | 624      | NBC News / Wall Street Journal | Dal vivo o telefoniche           |
| 8 - 18 giugno 2017 | Donna  | 64%        | 30%      | 5%                    |                   | 1.149    | Pew Research Center            | Telefoniche fisse o da cellulare |

#### Per geografia
| Data              | Geografia   | Favorevoli | Margine of errore | Campione | Condotto da                    | Tipo d'intervista      |
| ----------------- | ----------- | ---------- | ----------------- | -------- | ------------------------------ | ---------------------- |
| 5 - 9 agosto 2017 | Campagna    | 47%        | 2,82%             |          | NBC News / Wall Street Journal | Dal vivo o telefoniche |
| 5 - 9 agosto 2017 | Sobborgo    | 61%        | 2,82%             |          | NBC News / Wall Street Journal | Dal vivo o telefoniche |
| 5 - 9 agosto 2017 | Area urbana | 66%        | 2,82%             |          | NBC News / Wall Street Journal | Dal vivo o telefoniche |

#### Per reddito
| Data               | Reddito         | Favorevoli | Contrari | Non sa / Non risponde | Margine di errore | Campione | Condotto da         | Tipo d'intervista                |
| ------------------ | --------------- | ---------- | -------- | --------------------- | ----------------- | -------- | ------------------- | -------------------------------- |
| 8 - 18 giugno 2017 | $30,000-$74,999 | 65%        | 31%      | 5%                    |                   | 787      | Pew Research Center | Telefoniche fisse o da cellulare |
| 8 - 18 giugno 2017 | $75,000+        | 72%        | 23%      | 5%                    | 951               |          | Pew Research Center | Telefoniche fisse o da cellulare |
| 8 - 18 giugno 2017 | <$30,000        | 54%        | 39%      | 7%                    | 568               |          | Pew Research Center | Telefoniche fisse o da cellulare |

#### Per affiliazione politica
| Data                | Partito politico     | Favorevoli | Contrari | Non sa / Non risponde | Margine di errore | Campione | Condotto da         | Tipo d'intervista                |
| ------------------- | -------------------- | ---------- | -------- | --------------------- | ----------------- | -------- | ------------------- | -------------------------------- |
| 8 - 18 giugno 2017  | Democratico/Pro-Dem  | 76%        | 19%      | 5%                    | 3,2%              | 1.230    | Pew Research Center | Telefoniche fisse o da cellulare |
| 8 - 18 giugno 2017  | Democratico          | 73%        | 22%      | 5%                    |                   | 777      | Pew Research Center | Telefoniche fisse o da cellulare |
| 1° - 10 maggio 2018 | Democratico          | 83%        |          |                       | 4%                | 1.024    | Gallup              | Telefoniche                      |
| 8 - 18 giugno 2017  | Indipendente         | 70%        | 26%      | 5%                    |                   | 989      | Pew Research Center | Telefoniche fisse o da cellulare |
| 1° 10 maggio 2018   | Indipendente         | 71%        |          |                       | 4%                | 1.024    | Gallup              | Telefoniche                      |
| 8 - 18 giugno 2017  | Repubblicano/Pro-Rep | 47%        | 48%      | 5%                    | 3,5%              | 1.050    | Pew Research Center | Telefoniche fisse o da cellulare |
| 8 - 18 giugno 2017  | Republicano          | 40%        | 54%      | 5%                    |                   | 612      | Pew Research Center | Telefoniche fisse o da cellulare |
| 1° - 10 maggio 2018 | Republicano          | 44%        |          |                       | 4%                | 1.024    | Gallup              | Telefoniche                      |

#### Per affiliazione politica generazionale
| Data               | Affiliazione politica per generazione | Favorevoli | Contrari | Non sa / Non risponde | Margine di errore | Campione | Condotto da         | Tipo d'intervista                |
| ------------------ | ------------------------------------- | ---------- | -------- | --------------------- | ----------------- | -------- | ------------------- | -------------------------------- |
|                    | Democratico Generazione Y             | 87%        | 12%      | 2%                    |                   | 344      |                     |                                  |
| 8 - 18 giugno 2017 | Democratic Generazione X              | 76%        | 18%      | 5%                    |                   | 268      | Pew Research Center | Telefoniche fisse o da cellulare |
| 8 - 18 giugno 2017 | Democratico Baby boomer               | 70%        | 26%      | 4%                    | 463               |          | Pew Research Center | Telefoniche fisse o da cellulare |
| 8 - 18 giugno 2017 | Democratico Greatest Generation       | 56%        | 31%      | 13%                   | 140               |          | Pew Research Center | Telefoniche fisse o da cellulare |
| 8 - 18 giugno 2017 | Repubblicano Y                        | 60%        | 38%      | 2%                    | 198               |          | Pew Research Center | Telefoniche fisse o da cellulare |
| 8 - 18 giugno 2017 | Repubblicano X                        | 51%        | 43%      | 6%                    | 215               |          | Pew Research Center | Telefoniche fisse o da cellulare |
| 8 - 18 giugno 2017 | Repubblicano Baby Boomer              | 42%        | 53%      | 6%                    | 421               |          | Pew Research Center | Telefoniche fisse o da cellulare |
| 8 - 18 giugno 2017 | Repubblicano Greatest                 | 29%        | 62%      | 9%                    | 188               |          | Pew Research Center | Telefoniche fisse o da cellulare |

#### Per affiliazione ideologica
| Data               | Affiliazione per ideologia        | Favorevoli | Contrari | Non sa / Non risponde | Margine di errore | Campione | Condotto da         | Tipo d'intervista                |
| ------------------ | --------------------------------- | ---------- | -------- | --------------------- | ----------------- | -------- | ------------------- | -------------------------------- |
| 8 - 18 giugno 2017 | Conservatore Repubblicano/Pro-Rep | 39%        | 55%      | 6%                    |                   | 698      | Pew Research Center | Telefoniche fisse o da cellulare |
| 8 - 18 giugno 2017 | Liberalista Democratico/Pro-Dem   | 66%        | 27%      | 7%                    | 617               |          | Pew Research Center | Telefoniche fisse o da cellulare |
| 8 - 18 giugno 2017 | Moderato/Conservatore Dem/Pro-Dem | 88%        | 10%      | 2%                    | 613               |          | Pew Research Center | Telefoniche fisse o da cellulare |
| 8 - 18 giugno 2017 | Moderato/Liberale Rep/Pro-Rep     | 63%        | 33%      | 4%                    | 352               |          | Pew Research Center | Telefoniche fisse o da cellulare |

#### Per affiliazione religiosa
| Data               | Religione                                 | Favorevole | Contrario | Non sa / Non risponde | Margine di errore | Campione | Condotto da         | Tipo d'intervista                |
| ------------------ | ----------------------------------------- | ---------- | --------- | --------------------- | ----------------- | -------- | ------------------- | -------------------------------- |
| 3 - 7 maggio 2017  | Cattolico                                 | 65%        |           |                       | 4%                |          | Gallup              | Telefonica                       |
| 3 - 7 maggio 2017  | Protestante / Cristiano (non specificato) | 55%        |           |                       | 4%                |          | Gallup              | Telefonica                       |
| 8 - 18 giugno 2017 | Totale cattolici                          | 67%        | 28%       | 6%                    |                   | 502      | Pew Research Center | Telefoniche fisse o da cellulare |
| 8 - 18 giugno 2017 | Totale protestanti                        | 48%        | 46%       | 6%                    | 1.165             |          | Pew Research Center | Telefoniche fisse o da cellulare |
| 8 - 18 giugno 2017 | Totale non religiosi                      | 85%        | 10%       | 4%                    | 597               |          | Pew Research Center | Telefoniche fisse o da cellulare |

#### Per partecipazione religiosa
| Data               | Frequenza religiosa | Favorevoli | Contrari | Non sa / Non risponde | Margine di errore | Campione | Condotto da                    | Tipo d'intervista                |
| ------------------ | ------------------- | ---------- | -------- | --------------------- | ----------------- | -------- | ------------------------------ | -------------------------------- |
| 8 - 18 giugno 2017 | Settimanale o meno  | 75%        | 20%      | 5%                    |                   | 1.619    | Pew Research Center            | Telefoniche fisse o da cellulare |
| 5 - 9 agosto 2017  | Mensile             | 59%        |          |                       | 2,82%             | 204      | NBC News / Wall Street Journal | Dal vivo o telefoniche           |
| 5 - 9 agosto 2017  | Mai                 | 80%        | 288      |                       | 2,82%             |          | NBC News / Wall Street Journal | Dal vivo o telefoniche           |
| 5 - 9 agosto 2017  | Settimanale         | 37%        | 384      |                       | 2,82%             |          | NBC News / Wall Street Journal | Dal vivo o telefoniche           |
| 8 - 18 giugno 2017 | Settimanale o più   | 39%        | 56%      | 6%                    |                   | 863      | Pew Research Center            | Telefoniche fisse o da cellulare |
| 5 - 9 agosto 2017  | Annuale             | 70%        |          |                       | 2,82%             | 312      | NBC News / Wall Street Journal | Dal vivo o telefoniche           |

## Sondaggi regionali, statali e locali

### Per Stato, distretto federale o territorio
| Data                        | Stato, distretto federale, territorio | Favorevoli | Contrari | Non sa / Non risponde | Margine di errore | Campione | Condotto da                        | Tipo d'intervista                |
| --------------------------- | ------------------------------------- | ---------- | -------- | --------------------- | ----------------- | -------- | ---------------------------------- | -------------------------------- |
| 5 aprile - 23 dicembre 2017 | Alabama                               | 41%        | 51%      | 8%                    | 0,6%              | 624      | Public Religion Research Institute | Telefoniche fisse o da cellulare |
| 5 aprile - 23 dicembre 2017 | Alaska                                | 57%        | 34%      | 9%                    | 0,6%              | 156      | Public Religion Research Institute | Telefoniche fisse o da cellulare |
| 5 aprile - 23 dicembre 2017 | Arizona                               | 63%        | 28%      | 9%                    | 0,6%              | 792      | Public Religion Research Institute | Telefoniche fisse o da cellulare |
| 5 aprile - 23 dicembre 2017 | Arkansas                              | 52%        | 38%      | 10%                   | 0,6%              | 340      | Public Religion Research Institute | Telefoniche fisse o da cellulare |
| 5 aprile - 23 dicembre 2017 | California                            | 66%        | 23%      | 11%                   | 0,6%              | 3.942    | Public Religion Research Institute | Telefoniche fisse o da cellulare |
| 5 aprile - 23 dicembre 2017 | Carolina del Nord                     | 49%        | 41%      | 10%                   | 0,6%              | 1.385    | Public Religion Research Institute | Telefoniche fisse o da cellulare |
| 5 aprile - 23 dicembre 2017 | Carolina del Sud                      | 53%        | 37%      | 10%                   | 0,6%              | 608      | Public Religion Research Institute | Telefoniche fisse o da cellulare |
| 5 aprile - 23 dicembre 2017 | Colorado                              | 71%        | 21%      | 8%                    | 0,6%              | 631      | Public Religion Research Institute | Telefoniche fisse o da cellulare |
| 5 aprile - 23 dicembre 2017 | Connecticut                           | 73%        | 20%      | 7%                    | 0,6%              | 385      | Public Religion Research Institute | Telefoniche fisse o da cellulare |
| 5 aprile - 23 dicembre 2017 | Dakota del Nord                       | 53%        | 35%      | 12%                   | 0,6%              | 157      | Public Religion Research Institute | Telefoniche fisse o da cellulare |
| 5 aprile - 23 dicembre 2017 | Dakota del Sud                        | 52%        | 37%      | 11%                   | 0,6%              | 165      | Public Religion Research Institute | Telefoniche fisse o da cellulare |
| 5 aprile - 23 dicembre 2017 | Delaware                              | 58%        | 27%      | 15%                   | 0,6%              | 167      | Public Religion Research Institute | Telefoniche fisse o da cellulare |
| 5 aprile - 23 dicembre 2017 | Florida                               | 61%        | 30%      | 9%                    | 0,6%              | 2.495    | Public Religion Research Institute | Telefoniche fisse o da cellulare |
| 5 aprile - 23 dicembre 2017 | Georgia                               | 52%        | 39%      | 9%                    | 0,6%              | 1.186    | Public Religion Research Institute | Telefoniche fisse o da cellulare |
| 5 aprile - 23 dicembre 2017 | Hawaii                                | 68%        | 20%      | 12%                   | 0,6%              | 163      | Public Religion Research Institute | Telefoniche fisse o da cellulare |
| 5 aprile - 23 dicembre 2017 | Idaho                                 | 56%        | 32%      | 12%                   | 0,6%              | 264      | Public Religion Research Institute | Telefoniche fisse o da cellulare |
| 5 aprile - 23 dicembre 2017 | Illinois                              | 65%        | 25%      | 10%                   | 0,6%              | 1.387    | Public Religion Research Institute | Telefoniche fisse o da cellulare |
| 5 aprile - 23 dicembre 2017 | Indiana                               | 58%        | 34%      | 8%                    | 0,6%              | 928      | Public Religion Research Institute | Telefoniche fisse o da cellulare |
| 5 aprile - 23 dicembre 2017 | Iowa                                  | 59%        | 33%      | 8%                    | 0,6%              | 500      | Public Religion Research Institute | Telefoniche fisse o da cellulare |
| 5 aprile - 23 dicembre 2017 | Kansas                                | 57%        | 37%      | 6%                    | 0,6%              | 372      | Public Religion Research Institute | Telefoniche fisse o da cellulare |
| 5 aprile - 23 dicembre 2017 | Kentucky                              | 51%        | 42%      | 7%                    | 0,6%              | 559      | Public Religion Research Institute | Telefoniche fisse o da cellulare |
| 5 aprile - 23 dicembre 2017 | Louisiana                             | 48%        | 44%      | 8%                    | 0,6%              | 578      | Public Religion Research Institute | Telefoniche fisse o da cellulare |
| 5 aprile - 23 dicembre 2017 | Maine                                 | 71%        | 25%      | 4%                    | 0,6%              | 198      | Public Religion Research Institute | Telefoniche fisse o da cellulare |
| 5 aprile - 23 dicembre 2017 | Maryland                              | 66%        | 25%      | 9%                    | 0,6%              | 700      | Public Religion Research Institute | Telefoniche fisse o da cellulare |
| 5 aprile - 23 dicembre 2017 | Massachusetts                         | 80%        | 13%      | 7%                    | 0,6%              | 698      | Public Religion Research Institute | Telefoniche fisse o da cellulare |
| 5 aprile - 23 dicembre 2017 | Michigan                              | 63%        | 29%      | 8%                    | 0,6%              | 1.354    | Public Religion Research Institute | Telefoniche fisse o da cellulare |
| 5 aprile - 23 dicembre 2017 | Minnesota                             | 67%        | 27%      | 6%                    | 0,6%              | 787      | Public Religion Research Institute | Telefoniche fisse o da cellulare |
| 5 aprile - 23 dicembre 2017 | Mississippi                           | 42%        | 48%      | 10%                   | 0,6%              | 303      | Public Religion Research Institute | Telefoniche fisse o da cellulare |
| 5 aprile - 23 dicembre 2017 | Missouri                              | 58%        | 35%      | 7%                    | 0,6%              | 845      | Public Religion Research Institute | Telefoniche fisse o da cellulare |
| 5 aprile - 23 dicembre 2017 | Montana                               | 57%        | 37%      | 6%                    | 0,6%              | 195      | Public Religion Research Institute | Telefoniche fisse o da cellulare |
| 5 aprile - 23 dicembre 2017 | Nebraska                              | 54%        | 33%      | 13%                   | 0,6%              | 285      | Public Religion Research Institute | Telefoniche fisse o da cellulare |
| 5 aprile - 23 dicembre 2017 | Nevada                                | 70%        | 23%      | 7%                    | 0,6%              | 491      | Public Religion Research Institute | Telefoniche fisse o da cellulare |
| 5 aprile - 23 dicembre 2017 | New Hampshire                         | 73%        | 23%      | 5%                    | 0,6%              | 181      | Public Religion Research Institute | Telefoniche fisse o da cellulare |
| 5 aprile - 23 dicembre 2017 | New Jersey                            | 68%        | 23%      | 9%                    | 0,6%              | 979      | Public Religion Research Institute | Telefoniche fisse o da cellulare |
| 5 aprile - 23 dicembre 2017 | New York                              | 69%        | 24%      | 7%                    | 0,6%              | 2.548    | Public Religion Research Institute | Telefoniche fisse o da cellulare |
| 5 aprile - 23 dicembre 2017 | Nuovo Messico                         | 63%        | 30%      | 7%                    | 0,6%              | 304      | Public Religion Research Institute | Telefoniche fisse o da cellulare |
| 5 aprile - 23 dicembre 2017 | Ohio                                  | 61%        | 33%      | 6%                    | 0,6%              | 1.524    | Public Religion Research Institute | Telefoniche fisse o da cellulare |
| 5 aprile - 23 dicembre 2017 | Oklahoma                              | 53%        | 36%      | 11%                   | 0,6%              | 434      | Public Religion Research Institute | Telefoniche fisse o da cellulare |
| 5 aprile - 23 dicembre 2017 | Oregon                                | 67%        | 25%      | 8%                    | 0,6%              | 664      | Public Religion Research Institute | Telefoniche fisse o da cellulare |
| 5 aprile - 23 dicembre 2017 | Pennsylvania                          | 64%        | 27%      | 9%                    | 0,6%              | 1.792    | Public Religion Research Institute | Telefoniche fisse o da cellulare |
| 5 aprile - 23 dicembre 2017 | Rhode Island                          | 78%        | 17%      | 5%                    | 0,6%              | 164      | Public Religion Research Institute | Telefoniche fisse o da cellulare |
| 5 aprile - 23 dicembre 2017 | Tennessee                             | 46%        | 45%      | 9%                    | 0,6%              | 808      | Public Religion Research Institute | Telefoniche fisse o da cellulare |
| 5 aprile - 23 dicembre 2017 | Texas                                 | 55%        | 34%      | 11%                   | 0,6%              | 2.813    | Public Religion Research Institute | Telefoniche fisse o da cellulare |
| 5 aprile - 23 dicembre 2017 | Utah                                  | 54%        | 38%      | 8%                    | 0,6%              | 370      | Public Religion Research Institute | Telefoniche fisse o da cellulare |
| 5 aprile - 23 dicembre 2017 | Vermont                               | 80%        | 16%      | 4%                    | 0,6%              | 168      | Public Religion Research Institute | Telefoniche fisse o da cellulare |
| 5 aprile - 23 dicembre 2017 | Virginia                              | 60%        | 32%      | 8%                    | 0,6%              | 1.120    | Public Religion Research Institute | Telefoniche fisse o da cellulare |
| 5 aprile - 23 dicembre 2017 | Virginia Occidentale                  | 48%        | 45%      | 7%                    | 0,6%              | 282      | Public Religion Research Institute | Telefoniche fisse o da cellulare |
| 5 aprile - 23 dicembre 2017 | Washington                            | 73%        | 21%      | 6%                    | 0,6%              | 1.036    | Public Religion Research Institute | Telefoniche fisse o da cellulare |
| 5 aprile - 23 dicembre 2017 | Distretto di Columbia                 | 78%        | 17%      | 5%                    | 0,6%              |          | Public Religion Research Institute | Telefoniche fisse o da cellulare |
| 5 aprile - 23 dicembre 2017 | Wisconsin                             | 66%        | 26%      | 6%                    | 0,6%              | 855      | Public Religion Research Institute | Telefoniche fisse o da cellulare |
| 5 aprile - 23 dicembre 2017 | Wyoming                               | 62%        | 30%      | 8%                    | 0,6%              | 170      | Public Religion Research Institute | Telefoniche fisse o da cellulare |

### Per regione
| Data                        | Regione                                 | Favorevoli | Contrari | Non sa / Non risponde | Margine di errore | Campione | Condotto da                        | Tipo d'intervista                |
| --------------------------- | --------------------------------------- | ---------- | -------- | --------------------- | ----------------- | -------- | ---------------------------------- | -------------------------------- |
| 5 aprile - 23 dicembre 2017 | Stati Uniti d'America medio-occidentali | 62%        | 31%      | 8%                    | 0,6%              |          | Public Religion Research Institute | Telefoniche fisse o da cellulare |
| 5 - 9 agosto 2017           | Stati Uniti d'America medio-occidentali | 53%        |          |                       | 2,82%             |          | NBC News / Wall Street Journal     | Dal vivo o telefoniche           |
| 8 - 18 giugno 2017          | Stati Uniti d'America medio-occidentali | 62%        | 33%      | 6%                    |                   | 552      | Pew Research Center                | Telefoniche fisse o da cellulare |
| 5 aprile - 23 dicembre 2017 | Stati Uniti d'America nord-orientali    | 69%        | 23%      | 8%                    | 0,6%              |          | Public Religion Research Institute | Telefoniche fisse o da cellulare |
| 5 - 9 agosto 2017           | Stati Uniti d'America nord-orientali    | 70%        |          |                       | 2,82%             |          | NBC News / Wall Street Journal     | Dal vivo o telefoniche           |
| 8 - 18 giugno 2017          | Stati Uniti d'America nord-orientali    | 73%        | 23%      | 4%                    |                   | 432      | Pew Research Center                | Telefoniche fisse o da cellulare |
| 12 - 25 marzo 2018          | Stati Uniti meridionali                 | 55%        | 42%      | 3%                    | 2,4%              | 4.132    | NBC News / SurveyMoney             | Online                           |
| 5 aprile - 23 dicembre 2017 | Stati Uniti d'America occidentali       | 66%        | 26%      | 9%                    | 0,6%              |          | Public Religion Research Institute | Telefoniche fisse o da cellulare |
| 5 - 9 agosto 2017           | Stati Uniti d'America occidentali       | 67%        |          |                       | 2,82%             |          | NBC News / Wall Street Journal     | Dal vivo o telefoniche           |
| 8 - 18 giugno 2017          | Stati Uniti d'America occidentali       | 68%        | 28%      | 4%                    |                   | 577      | Pew Research Center                | Telefoniche fisse o da cellulare |